# Янус Савойский
Жанюс Савойский (фр. Janus de Savoie; 8 ноября 1440, Женева — 11 декабря 1491, Аннеси), также известный как Жанюс Женевский (фр. Janus de Genève — граф-апанажист Женевы, барон Фосиньи и Бофора с 1460, член Савойского дома.
Сын второго герцога Савойи Луи I и Анны де Лузиньян, дочери кипрского короля Януса и Шарлотты Бурбонской. Назван в честь деда.
С 1 сентября 1456 по 14 октября 1458 года воспитывался при дворе герцога Карла Орлеанского.
В 1460 году его старший брат Луи, ставший королём Кипра, отказался в его пользу от графства Женева, которым пользовался в качестве апанажа. В том же году Жанюс получил от отца баронии Фосиньи и Бофор.
В 1466 году конфисковал принадлежавшую Жану де Компе (Jean de Compey) сеньорию Торан за отказ принести оммаж. Вернул её в 1472 году с условием уплаты 600 золотых экю.
В отличие от своего брата, будущего герцога Савойи Филиппа I, в противостоянии Людовика XI и Карла Смелого всегда поддерживал французского короля.

## Семья
В 1465 году женился на Елене, дочери коннетабля Франции Луи де Люксембурга, графа де Сен-Поль, получив в приданое 60 тысяч ливров. Единственный ребёнок — дочь от первой жены:
- Луиза Савойская (1467—1530), маркиза де Боже, дама Эвиана, Фестерна, Монтре, Веве и Тур-дю-Пейл. Первый муж — Жан Луи Савойский, маркиз де Же. Второй муж — Франсуа Люксембургский, виконт де Мартиг

Овдовев в 1488 году, женился на Мадлен де Бросс, дочери графа Пентьевра Жана III.
После его смерти графство Женева, баронии Фосиньи и Бофор перешли к герцогу Карлу II Савойскому.